# Wolfblood
Wolfblood je britsko-německý fantasy teenagerský dramatický televizní seriál zaměřený na mladé diváky. Vytvořia Debbie Moon a jedná se o společnosti CBBC a ZDF/ZDFE. Seriál měl premiéru 10. září 2013 na stanici CBBC. Seriál se točí kolem života druhů známých jako vlkodlaci. Jsou to stvoření, která mají vylepšené smysly a vypadají jako lidé, ale mohou se podle libosti proměnit ve vlky. Jejich transformace je během úplňku nekontrolovaná a nejslabší jsou během „temnoty měsíce“, při novoluní. Televizní seriál se zaměřuje na jejich každodenní život a výzvy, kterým čelí, aby skryli své tajemství. Každá série má nové postavy a koncepty.
Seriál získal v roce 2013 Cenu Královské televizní společnosti za kategorii Dětské drama. Ve stejném roce také získal Cenu Banffa Rockieho v kategorii „Nejlepší dětský program (beletrie)“. V roce 2015 získal televizní seriál Cenu britských scenáristů v kategorii „Nejlepší britská dětská televize“.

## Obsazení

### Hlavní role
- Aimee Kelly jako Madeline "Maddy" Smithová (řada 1-2)
- Bobby Lockwood jako Rhydian Morris (řada 1-3)
- Kedar Williams-Stirling jako Tom Okanawe (řada 1-3)
- Louisa Connolly-Burnham jako Shannon Kelly (řada 1-3)
- Leona Vaughan jako Jana (Vlčí idnetita), (vedlejší role v řadě 2 a hlavní role v řadách 3-5)
- Louis Payne jako Terrence "TJ" Cipriani (Vlčí identita), (řada 4-5)
- Gabrielle Green jako Katrina McKenzie (vedlejší role v řadách 1-3 a hlavní role v řadách 4-5)
- Jack Brett Anderson jako Matei Covaci (Vlčí identita), (řada 4-5)
- Sydney Wade jako Emilia Covaci (řada 4-5)
- Michelle Gayle jako Imara Cipriani (Vlčí identia), (řada 4-5)
- Rukku Nahar jako Selina Khanová (Vlčí identita), (řada 4-5)

### Vedlejší role
- Shorelle Hepkin jako Kay Lawrence (řada 1-4)
- Rachel Teate jako Kara Watermanová (řada 1-4)
- Jonathan Raggett jako Jimi Chen (řada 1-3)
- Niek Versteeg jako Liam Hunter (Vlčí identita), (řada 1-3)
- Nahom Kassa jako Sam (řada 1-3)
- Mark Fleischmann jako Pan Jeffries (Vlčí identita). (řada 1-5)
- Marcus Garvey jako Daniel "Dan" Smith (řada 1-2)
- Angela Lonsdale jako Emma Smithová (řada 1-2)
- Ursula Holden-Gill jako Slečna Fitzgeraldová (řada 1-3)
- Siwan Morris jako Ceri (Vlčí identita), (řada 1-3)
- Alun Raglan jako Alric (řada 2-4)
- Lisa Marged jako Meinir (řada 2-4)
- Cerith Flinn jako Aran (vedlejší role v řadách 2-4 a speciální host v řadě 5)
- Effie Woods (řada 2) a Letty Butler jako Rebecca Whitewoodová (Vlčí identita (řada 3-5)
- Dean Bone jako Harry Averwood (řada 2-3)
- Richard Harrington jako Gerwyn (řada 3)
- Mandeep Dhillon jako Dacia Turner (řada 3)
- Jacqueline Boatswain jako Victoria Sweeneyová (řada 3-4)
- Shaun Dooley jako Alexander "Alex" Kincaid (řada 3)
- Natasha Goulden jako Robyn (řada 4-5)
- Chloe Hesar jako Carrie (řada 4)
- Fraser James jako Madoc (řada 4-5)
- Rod Glenn jako Warrior Wolfblood (řada 4-5)
- Andrew Scarborough jako Joshua Hartington (řada 5)
- Laura Greenwood jako Hafren (řada 5)
- Ruby Barker jako Daisie (řada 5)

## Vysílání
| Řada | Díly | Premiéra ve VB | Premiéra ve VB | Premiéra v ČR   | Premiéra v ČR     |
| Řada | Díly | První díl      | Poslední díl   | První díl       | Poslední díl      |
| ---- | ---- | -------------- | -------------- | --------------- | ----------------- |
| 1    | 13   | 10. září 2012  | 23. října 2012 | 14. září 2013   | 2. února 2014     |
| 2    | 13   | 9. září 2013   | 22. října 2013 | 21. září 2014   | 14. prosince 2014 |
| 3    | 13   | 15. září 2014  | 27. října 2014 | nebylo vysíláno | nebylo vysíláno   |
| 4    | 12   | 8. března 2016 | 13. dubna 2016 | nebylo vysíláno | nebylo vysíláno   |
| 5    | 10   | 27. února 2017 | 1. května 2017 | nebylo vysíláno | nebylo vysíláno   |